# Xylophon

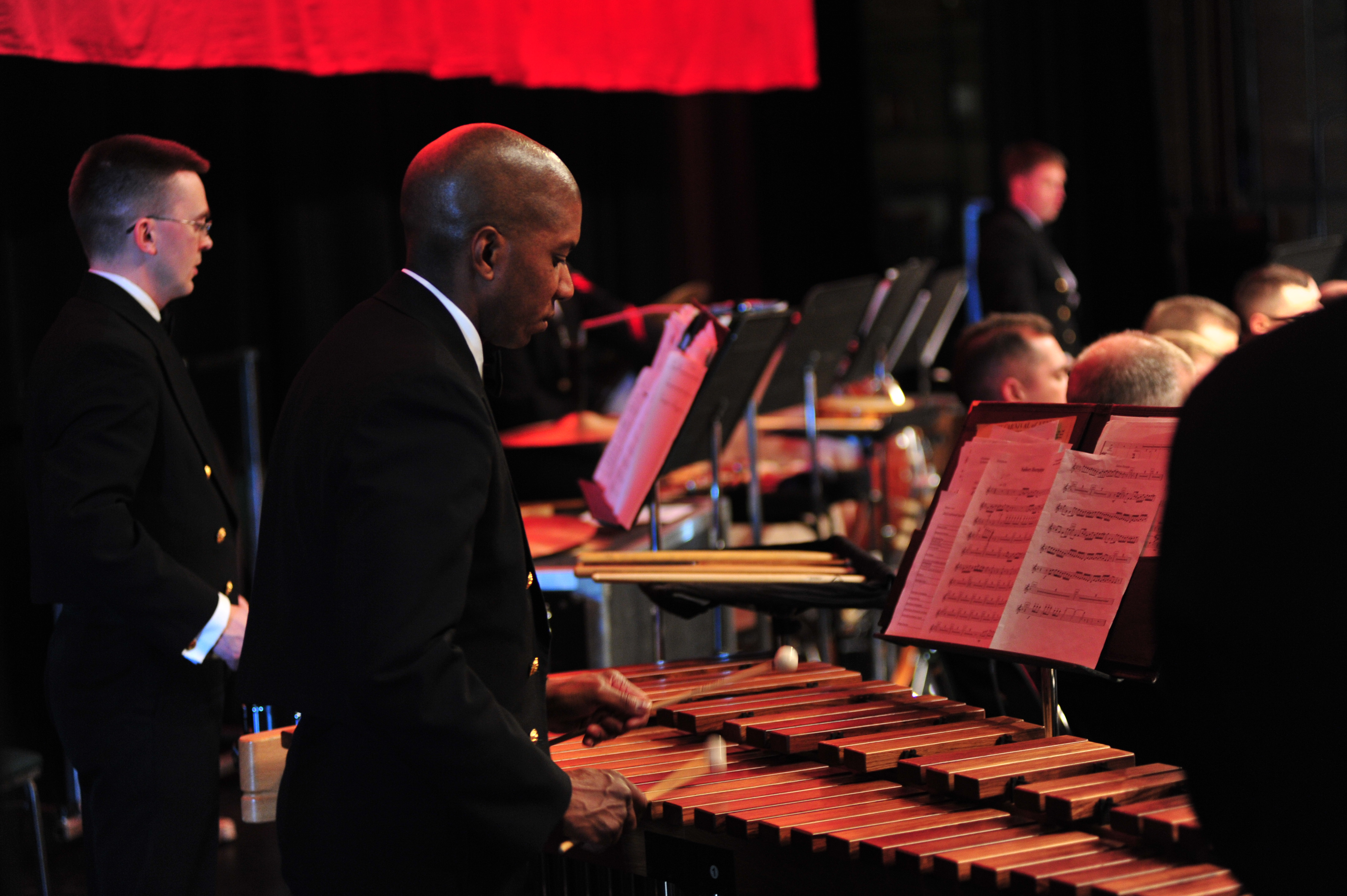
Modernes Xylophon mit Anordnung der Stäbe entsprechend einer Klaviatur

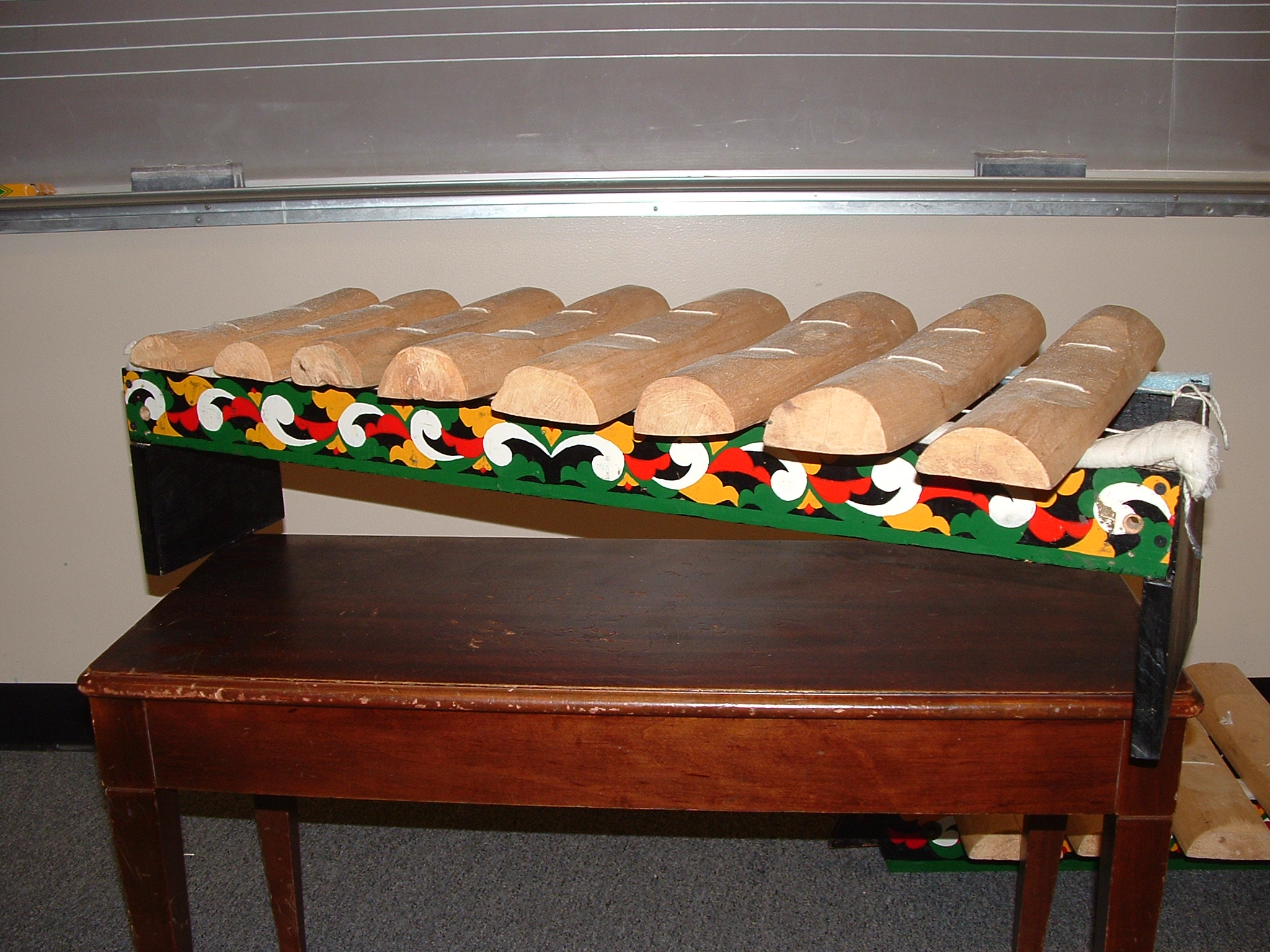
Kulintang a kayo, ein Xylophon von den Philippinen

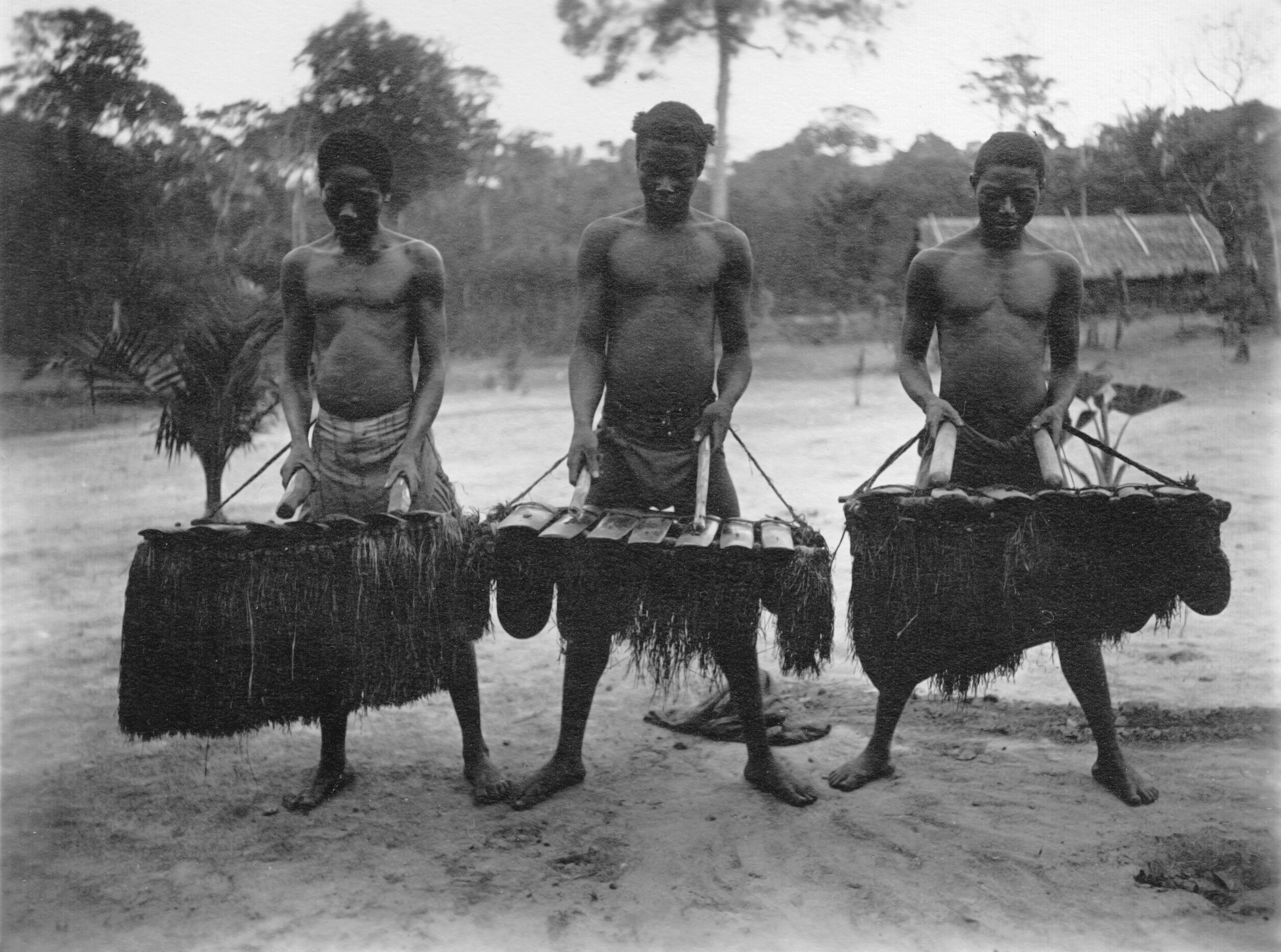
Tragbügelxylophone mendzan in Kamerun, ca. 1914

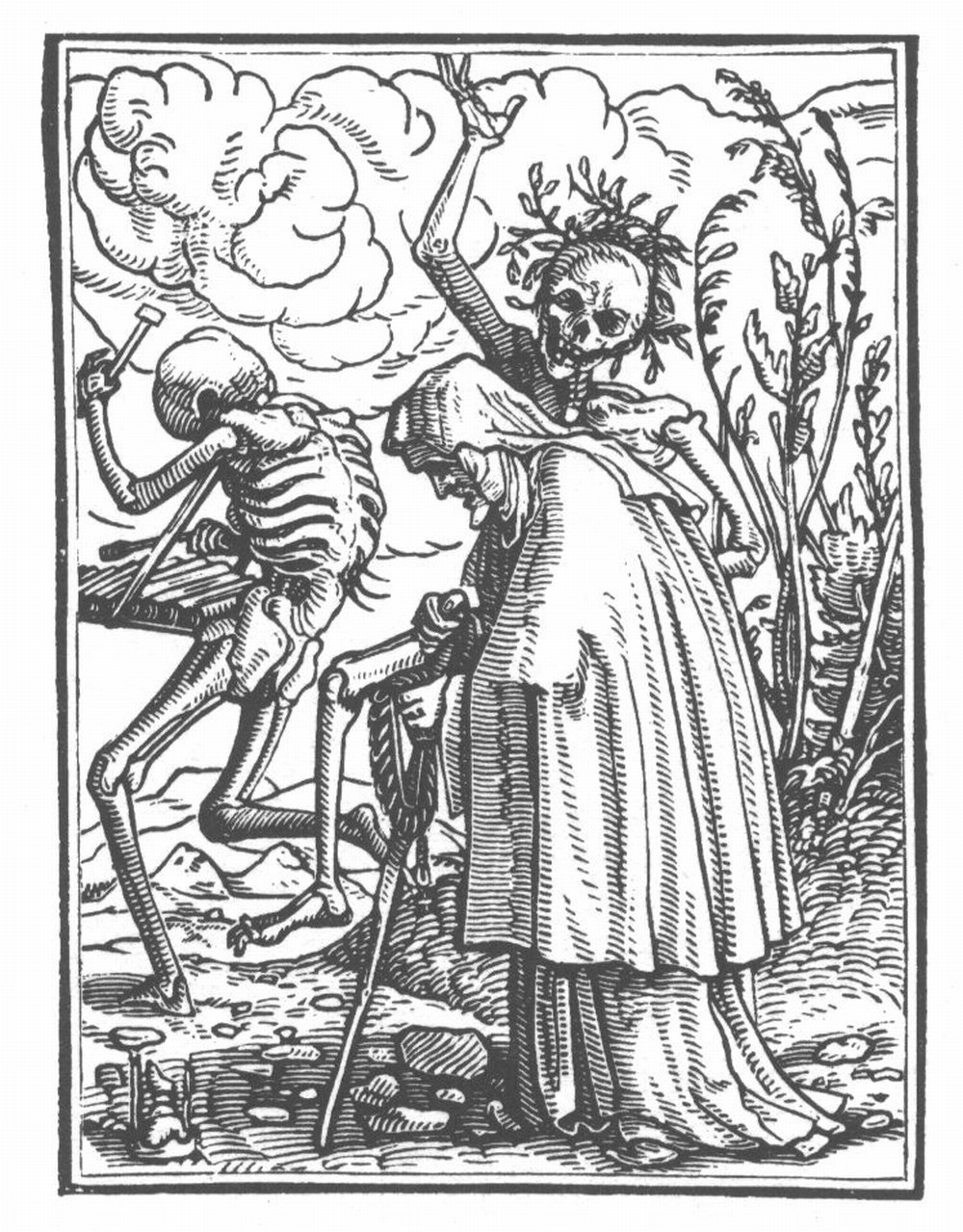
Zyklus Totentanz. Holzschnitt von Hans Holbein dem Jüngeren, 1538. „Das alte Weib“: Frühe Abbildung eines Xylophons.

Das Xylophon, auch Xylofon (aus altgriechisch ξύλον xýlon, deutsch ‚Holz‘ und φωνή phōnē ‚Stimme, Ton‚ Klang‘), ist ein zu den Aufschlagidiophonen gehörendes Schlaginstrument mit einer Reihe oder mehreren Reihen von in unterschiedlichen Tonhöhen gestimmten und auf einem Rahmen liegenden Klangstäben, die aus Holz (oft Palisander) oder Bambus bestehen und mit Schlägeln angeschlagen werden. Xylophone gehören zur Familie der Schlagstabspiele (englisch mallet percussion), zu deren wichtigsten Vertretern in Europa die Marimba (das Marimbaphon), das Glockenspiel und das Vibraphon zählen. Der Ursprung der Xylophone liegt in Asien und Afrika. Ab Anfang des 16. Jahrhunderts waren sie in Deutschland als Hölzernes Gelächter oder (wegen der Lagerung der Holzstäbe auf Strohwalzen) als Strohfiedel bekannt.

## Bauform
Xylophone bestehen aus einer Reihe von Klangstäben aus Hartholz oder Bambus, europäische Xylophone meist aus Honduras-Palisander (Dalbergia stevensonii), durch deren unterschiedliche Länge (13,5 bis 38 cm) die Tonhöhe festgelegt ist. Die Stäbe sind im Bereich der Schwingungsknoten ihrer Grundresonanzfrequenz auf Stroh- oder Gummiwalzen in einem Holzrahmen oder auf einem Metallgestell mit Resonanzröhren unter jedem Stab gelagert. Ihre Länge ist umgekehrt proportional zur Quadratwurzel der Grundresonanzfrequenz.
Die Stäbe lassen sich stimmen, indem man sie beschleift. Das Schwingungsverhalten und damit die Tonhöhe ist von der Länge, Dicke und Festigkeit des Stabes abhängig, aber nicht von seiner Breite. Bei einem längeren und dünneren Stab ist der Ton tiefer, ein kürzerer und dickerer Stab klingt höher. Ein Klangstab kann durch Beschleifen an den Enden (Verkürzen) höher gestimmt werden. Wird der Stab in seiner Mitte in der Dicke beschliffen, so wird er elastischer, schwingt stärker und sein Ton klingt tiefer.
Der Anschlag erfolgt in der Regel mit zwei Schlägeln, meist Holzschlägeln, deren etwa 30 cm lange Stiele aus Rattan, Weißbuche oder Hickory und deren ovale oder kugelförmige Köpfe von etwa 2,5 cm Durchmesser aus Holz (Palisander) sein können. Mit löffelartigen Holzschlägeln (Löffelschlägel) schlägt man das vierreihige Xylophon – ein Nachfolgeinstrument der einreihigen Strohfiedel – auf die vordere Kante oder auf die Mitte der Klangstäbe.
Bei der älteren trapezförmigen Bauart sind die Klangstäbe chromatisch, diatonisch oder pentatonisch in einer Reihe angeordnet. Die einreihige diatonische oder pentatonische Anordnung wird weiterhin für musikpädagogische Zwecke verwendet (siehe z. B. Orff-Schulwerk). Im professionellen Bereich werden die chromatischen Holzstäbe meist in zwei Reihen in der Art einer Klaviatur angeordnet, wobei die vom Spieler aus betrachtet hintere Reihe (alterierte Töne) den schwarzen Tasten des Klaviers entspricht.
Bezüglich der Bauart wird zwischen Holmxylophon, Rahmenxylophon, Kastenxylophon, Trogxylophon und Tragbügelxylophon unterschieden. Beim Holmxylophon liegen die Stäbe quer auf zwei Balken (Holm), beim Trogxylophon auf einem Kasten (Trog), der auch als Resonanzkörper dient. Afrikanische Xylophone mit Kalebassenresonatoren besitzen üblicherweise Mirlitone zur Klangverstärkung.
Der Tonumfang eines Xylophons beträgt je nach Bautyp etwa drei Oktaven.
Mit den Xylophonen verwandt sind Metallophone (mit Metallstäben) und Lithophone (mit stabförmigen Steinen).

## Klang
Der Ton des Xylophons ist kurz und perkussiv; längere Notenwerte können annähernd simuliert werden, indem der Spieler mit zwei Schlägeln wirbelartig einen Holzstab anschlägt. Die Klangfarbe wird als trocken, hell und beim schnellen Spiel als klappernd wahrgenommen und wurde oft mit Geisterhaftem und Gespenstischem in Verbindung gebracht.

## Verbreitung

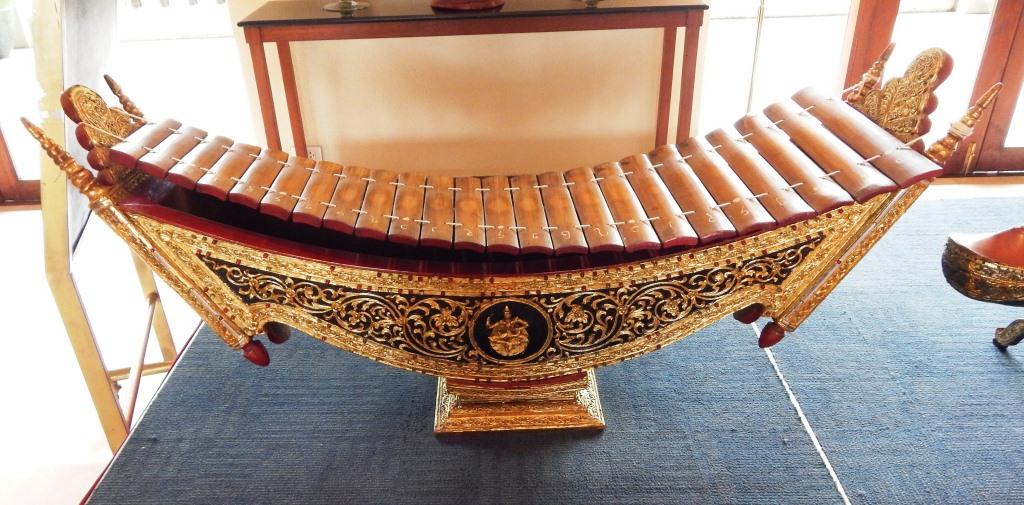
Trogxylophon pattala in Myanmar mit 24 Bambusklangplatten

In vielen außereuropäischen Musikkulturen nehmen Xylophone eine wichtige Stellung ein. Die durch ihre abgestimmten Resonanzröhren unter jedem Stab charakterisierte Marimba gilt als Nationalinstrument Guatemalas. In Afrika sind Xylophone weit verbreitet, in Westafrika als balaphon, in Kamerun und Gabun als mendzan, im Süden von Uganda als amadinda mit zwölf und als akadinda mit bis zu 22 Klangstäben und in Malawi als valimba. Das tragbare Xylophon zanga kommt unter anderem bei den Gbeya-Sprechern in Zentralafrika vor. Seine Resonatoren bestehen aus Kuhhörnern und Kalebassen unterschiedlicher Form und Größe. Der mit gestreckten Beinen am Boden sitzende Spieler schlägt das mit einem Riemen um den Hals gesicherte zanga mit den Klangplatten nahezu senkrecht und den Resonatoren waagrecht nach vorn gerichtet. Im südlichen Afrika sind mehrere mbila und timbila genannte Xylophontypen verbreitet.
Im javanischen Gamelan wird das gambang kayu („hölzernes gambang“, zur Unterscheidung vom gambang gangsa mit Bronzeplatten) neben Metallophonen eingesetzt. Ein altes javanisches Xylophon mit Klangstäben aus Bambusvollröhren ist das calung. Untereinander verwandte Trogxylophone in Südostasien heißen roneat in Kambodscha, ranat in Thailand und pattala in Myanmar.
In Europa wurde das Xylophon von Sebastian Virdung 1511 hültze glechter und von Baldassar Trochus 1517 strofeddel (daraus Strohfiedel) genannt. Bis zum 19. Jahrhundert war das Instrument in Deutschland als Hölzernes Gelächter bekannt, spielte in Europa aber eine geringe Rolle. Seit 1810 ist in Deutschland das Kunstwort Xylophon nachweisbar, dem im 17. Jh. die Bezeichnung Xylorganon vorausgegangen war. In sinfonischer Musik wurde es erstmals von Camille Saint-Saëns im Danse macabre (1874) eingesetzt. Auch in der Tanz- und Unterhaltungsmusik findet es Verwendung. Bekannte Beispiele sind der Säbeltanz aus dem Ballett Gayaneh von Aram Chatschaturjan, Orffs Carmina Burana, Fossilien aus Karneval der Tiere von Camille Saint-Saëns sowie das berühmte Solostück Erinnerungen an Zirkus Renz von Gustav Peter.
In der Musikpädagogik und Sonderpädagogik werden Xylophone verwendet, bei denen einzelne Klangstäbe leicht auswechselbar sind, um einzelne Akkorde oder Melodielinien zusammenzustellen und so musikalische Laien an die Musik heranzuführen. Xylophone gehören zu den Kerninstrumenten des Orffschen Schulwerks.

## Xylorimba
Seit dem frühen 20. Jahrhundert existiert die Xylorimba, eine Variante, bei der der Ambitus des heutigen europäischen Standard-Xylophons (f – c4) im Oktavbereich der kleinen Oktave um die Töne c, cis, d, dis und e vergrößert wird und die damit einen Tonumfang vom c bis zum c4, das heißt von vier Oktaven, aufweist. Die Xylorimba ist keine Mischung aus Marimba und Xylophon, wie der Name vermuten lässt, sondern ein transponierendes Instrument, dessen Töne eine Oktave höher klingen, als sie notiert sind (Klang: c1 bis c5). Eine weitere, elektronische Variante ist das Xylosynth.

## Werke für Xylophon (Auswahl)
- Gustav Peter: Souvenir de Cirque Renz. vermutlich 1894 (Galopp für Xylophon und Orchester)
- Jules Blangenois: Introduction et Mazurka für Xylophon und Orchester. 1901 (Melos.de Bibliothek)
- John Corigliano: Conjurer: Concerto for Percussionist and String Orchestra with Brass. 2007 (Konzert für Schlagzeug und Orchester, 1. Satz)